# Cầu tàu Sopot

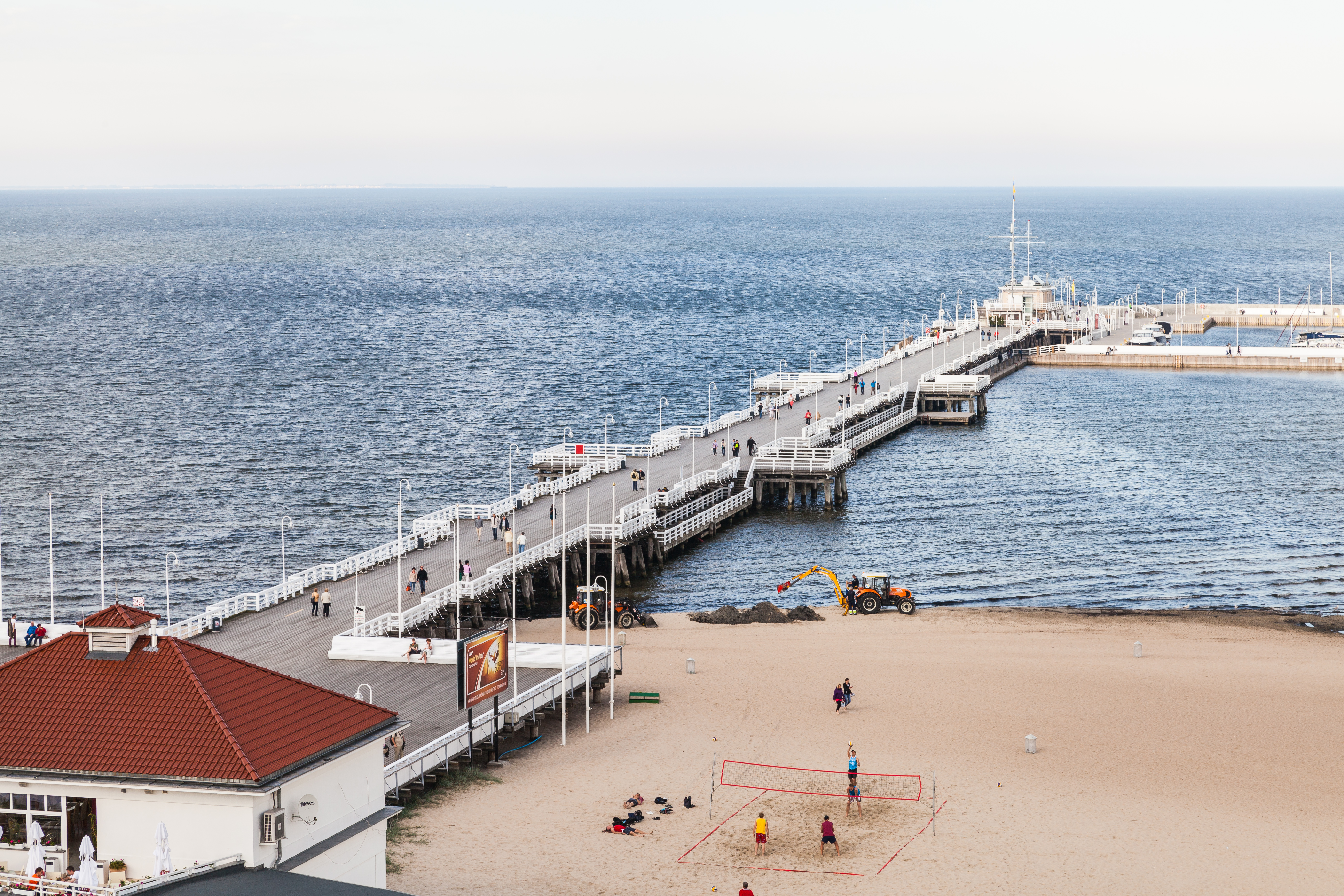
Cầu tàu Sopot

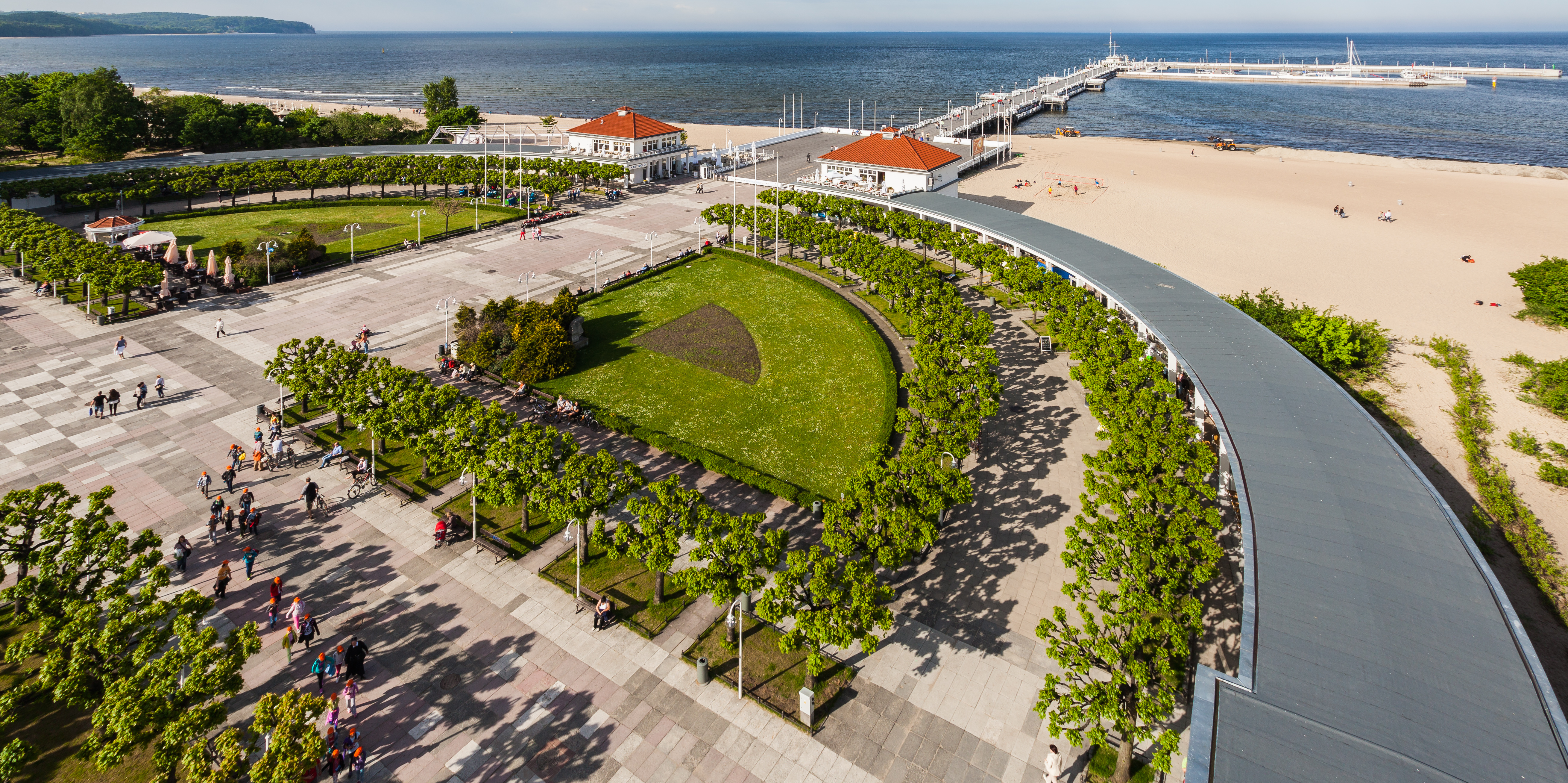
Quảng trường Zdrojowy và bến tàu Sopot nhìn từ ngọn hải đăng Sopot

Cầu tàu Sopot (tiếng Ba Lan: Molo w Sopocie) - là một cầu tàu ở thành phố Sopot, được xây dựng như một cầu tàu vui chơi và là điểm neo đậu cho các tàu du lịch, lần đầu tiên được mở vào năm 1827. Với độ cao 511,5m, bến tàu là bến tàu gỗ dài nhất châu Âu. Nó trải dài ra biển từ giữa bãi biển Sopot, một địa điểm nổi tiếng để giải trí và đi bộ cải thiện sức khỏe (nồng độ iod ở đầu cầu tàu cao gấp đôi so với trên đất liền) hoặc các sự kiện giải trí công cộng, và nó cũng phục vụ như một điểm neo đậu cho tàu du lịch và taxi dưới nước. Đây cũng là một điểm tuyệt vời để quan sát Giải vô địch Thuyền buồm Thế giới, Cúp lướt ván Baltic và Giải ba môn phối hợp đang diễn ra trên vịnh. Cầu tàu sopot bao gồm 2 phần: cầu tàu đi bộ bằng gỗ nổi tiếng và Quảng trường Spa trên đất liền, nơi tổ chức các buổi hòa nhạc và lễ hội.
Ngược lại, Southend Dock, cầu tàu dài nhất ở châu Âu dài 2158m nhưng được xây dựng chủ yếu bằng sắt, không giống như Cầu tàu bằng gỗ.

## Lịch sử
Cầu tàu đầu tiên được xây dựng vào năm 1827, tiếp theo được xây dựng lại với chiều dài 150 mét, sau đó đến 315 m. Nó đã có được chiều dài như ngày nay vào năm 1928, cùng với lối đi bộ vào quảng trường Spa. Các yếu tố không được làm bằng gỗ đầu tiên xuất hiện sau năm 1990, khi phần đầu được hiện đại hóa bằng các yếu tố thép. Ngày nay cầu tàu là một tòa nhà cấp I được liệt kê.
Cầu tàu đóng vai trò là điểm dừng chân ở chặng thứ năm của Cuộc đua kỳ thú 23.